# كونتشي سور كانتشي
كونتشي سور كانتشي (بالفرنسية: Conchy-sur-Canche)‏ هي بلدية تقع في إقليم باد كاليه من منطقة نور با دو كاليه في شمال فرنسا. تبلغ مساحة هذه المدينة 9.83 (كم²)، وترتفع عن سطح البحر 55 م، يبلغ عدد سكانها 197 نسمة حسب إحصاء المعهد الوطني للإحصاء والدراسات الاقتصادية سنة 2009 م. وترأس Dominique Coquet البلدية خلال فترة (2008-2014).